# Amblyeleotris bellicauda
Amblyeleotris bellicauda är en fiskart som beskrevs av Randall 2004. Amblyeleotris bellicauda ingår i släktet Amblyeleotris och familjen smörbultsfiskar. Inga underarter finns listade i Catalogue of Life.